# 利害關係人理論
利害關係人理論（英語：Stakeholder theory）是一種組織管理和商業道德理論，它考慮受員工、供應商、當地社群、債權人等商業實體影響的多個群體。
利害關係人策略觀點融合資源觀點和市場觀點，並增加社會政治層面。利害關係人理論的一種常見版本旨在定義公司的特定利害關係人（利害關係人識別的規範性理論，英語：the normative theory of stakeholder identification），然後研究管理者將這些群體視為利害關係人的條件（利害關係人顯著性的描述性理論，英語：the descriptive theory of stakeholder salience）。
在法律、管理和人力資源等領域，利害關係人理論成功挑戰通常的分析框架，建議利害關係人的需求應該放在任何行動的開始。 一些作者，例如 Geoffroy Murat，試圖將利害關係人的理論應用於非常規戰爭（英語：Irregular warfare）。

## 主要利害關係人
股東在公司中擁有剩餘權益，因為在所有負債都清償後，他們對公司的淨資產擁有索取權；股東對董事會的選舉和其他重要的公司事務擁有投票權，這使他們能夠有效地控制公司及其管理層；他們對公司的持續盈利能力和增長感興趣，因這兩者都可以增加其所有權股份的價值。
董事會有保護股東利益的責任；能聘用、解僱公司高級管理人員並確定其薪酬；制定公司的戰略方向；並監控公司正在進行的活動的財務業績和其他方面。
高級管理人員通常會收到由薪水、基於某種衡量公司業績的獎金和額外津貼（例如：使用公司飛機、特殊退休福利、額外休假時間）組成的補償（報酬）。他們收受的獎金通常與公司業績的某種衡量標準掛鉤，促使高級管理人員對公司的成功產生濃厚的興趣。
員工也對公司的可持續性和成功感興趣，基於他們關心自己的工資率、職業發展機會、培訓和工作條件。
債權人向公司提供債務資本，主要是公司未償債券和向公司提供貸款的銀行的所有者；向公司提供債務資本的提供者通常在公司管理中沒有投票權，並且除了收到承諾的利息和本金支付外，不參與公司發展；債權人的利益在與公司的債務協議中受到不同程度的保護。
公司的供應商對保持與公司的持續關係、與公司貿易的盈利能力以及公司的增長和持續穩定感興趣；由於他們通常是公司的短期債權人，因此他們也對公司的償付能力和持續的財務實力有所關心。

## 利害關係人管理
利害關係人管理建立在充分了解利害關係人利益並與利害關係人保持有效溝通的基礎上。利害關係人關係的管理基於四種類型：
1. 法律基礎：識別利害關係人的相關法律和權利受到侵犯時的法律追索權。
2. 合約基礎：是指公司與利害關係人之間明確規定公司與利害關係人權利和責任的合約。
3. 組織基礎：是指公司的公司治理程序，包括處理其如何管理利害關係人關係的內部系統和實踐。
4. 管制基礎：包括公司須遵守的相關法規。